# Идентификатор на дигитален обект
Идентификатор на дигитален (цифров) обект, обозначен с DOI (на английски: digital object identifier), е параметър на системата за идентификация на обекти в дигиталното пространство – вид постоянни етикети, които се прикрепяват към обект, намиращ се в в цифрова среда.
Използва се, за да предоставя актуална информация, в т.ч. местоположението на обекта в уеб. Номерът DOI е съставен от съкращението „doi“ с малки букви, префикс и суфикс, разделени с наклонена черта, и е единствен и постоянен спрямо обекта, който идентифицира.
„Идентификатор на дигитален обект“ (ИДО) и „дигитален идентификатор“ (ДИ) не са синонимни понятия, макар че често се употребява ДИ погрешно вместо ИДО.

## Произход
През 1996 г. три крупни международни търговски издателски асоциации предлагат да се създаде инфраструктура за дигитално публикуване в глобалната мрежа с помощта на експертни познания от системите ISO и ISBN и опита на CNRI (Корпорация за национални изследователски инициативи, от английски: Corporation for National Research Initiatives). Миграцията от аналогови форми към дигитално съдържание в уеб изисквала нещо, което да осигури дълготрайността на хипертекстовите връзки, поради промените в унифицираните локатори на ресурси (URL) и многото неактуални пътища в интернет (напр. съобщение за грешка 404).

## Концепция
Информацията за дигиталните обекти се променя с течение на времето, включително временният им „адрес“, но не и дигиталният им „етикет“. DOI представлява система за непроменлива идентификация, грижеща се за интелектуалната собственост, управляваща мета-данни, свързваща клиенти с доставчици на информация, улесняваща електронната търговия и позволяваща автоматизиран надзор и управление на информационните средства.

## Управление
Системата се управлява от International DOI Foundation – консорциум с членство, отворено за търговски и некомерсиални партньори, и е приета за стандартизиране в рамките на Международната организация за стандартизация ISO (английски International Organization for Standartization). Приблизително 40 милиона ИДО имена са били приписани от регистрационните системи на МИФ от близо 3000 оторизирани агенти (2600 издателски къщи, научни бази от данни, документи на ЕС и пр.) в САЩ, Австралия и Европа.